# Atletika na Poletnih olimpijskih igrah 1912
Atletika na Poletnih olimpijskih igrah 1912. Tekmovanja so potekala v tridesetih disciplinah za moške med 6. in 15. julijem 1912 v Stockholmu, udeležilo se jih je 556 atletov iz sedemindvajsetih držav.

## Dobitniki medalj
| Disciplina              | Zlato                                                                                    | Srebro                                                                            | Bron                                                                                                |
| 100 m                   | Ralph Craig (USA)                                                                        | Alvah Meyer (USA)                                                                 | Donald Lippincott (USA)                                                                             |
| 200 m                   | Ralph Craig (USA)                                                                        | Donald Lippincott (USA)                                                           | Willie Applegarth (GBR)                                                                             |
| 400 m                   | Charles Reidpath (USA)                                                                   | Hanns Braun (GER)                                                                 | Edward Lindberg (USA)                                                                               |
| 800 m                   | Ted Meredith (USA)                                                                       | Mel Sheppard (USA)                                                                | Ira Davenport (USA)                                                                                 |
| 1500 m                  | Arnold Jackson (GBR)                                                                     | Abel Kiviat (USA)                                                                 | Norman Taber (USA)                                                                                  |
| 5000 m                  | Hannes Kolehmainen (FIN)                                                                 | Jean Bouin (FRA)                                                                  | George Hutson (GBR)                                                                                 |
| 10000 m                 | Hannes Kolehmainen (FIN)                                                                 | Lewis Tewanima (USA)                                                              | Albin Stenroos (FIN)                                                                                |
| 110 m z ovirami         | Fred Kelly (USA)                                                                         | James Wendell (USA)                                                               | Martin Hawkins (USA)                                                                                |
| Štafeta 4 x 100 m       | Združeno kraljestvo · Willie Applegarth · Victor d'Arcy · David Jacobs · Henry Macintosh | Švedska · Knut Lindberg · Charles Luther · Ivan Möller · Ture Person              | |
| Štafeta 4 x 400 m       | ZDA · Edward Lindberg · Ted Meredith · Charles Reidpath · Mel Sheppard                   | Francija · Pierre Failliot · Charles Lelong · Charles Poulenard · Robert Schurrer | Združeno kraljestvo · Ernest Henley · George Nicol · Cyril Seedhouse · James Soutter                |
| 3000 m ekipno           | ZDA · Tell Berna · George Bonhag · Abel Kiviat · Louis Scott · Norman Taber              | Švedska · Bror Fock · Nils Frykberg · Thorild Olsson · Ernst Wide · John Zander   | Združeno kraljestvo · William Cottrill · George Hutson · William Moore · Edward Owen · Cyril Porter |
| Maraton                 | Ken McArthur (RSA)                                                                       | Christian Gitsham (RSA)                                                           | Gaston Strobino (USA)                                                                               |
| Hitra hoja na 10 km     | George Goulding (CAN)                                                                    | Ernest Webb (GBR)                                                                 | Fernando Altimani (ITA)                                                                             |
| Posamični kros          | Hannes Kolehmainen (FIN)                                                                 | Hjalmar Andersson (SWE)                                                           | John Eke (SWE)                                                                                      |
| Ekipni kros             | Švedska · Hjalmar Andersson · John Eke · Josef Ternström                                 | Finska · Jalmari Eskola · Hannes Kolehmainen · Albin Stenroos                     | Združeno kraljestvo · Ernest Glover · Frederick Hibbins · Thomas Humphreys                          |
| Skok v daljino          | Albert Gutterson (USA)                                                                   | Calvin Bricker (CAN)                                                              | Georg Åberg (SWE)                                                                                   |
| Troskok                 | Gustaf Lindblom (SWE)                                                                    | Georg Åberg (SWE)                                                                 | Erik Almlöf (SWE)                                                                                   |
| Skok v višino           | Alma Richards (USA)                                                                      | Hans Liesche (GER)                                                                | George Horine (USA)                                                                                 |
| Skok ob palici          | Harry Babcock (USA)                                                                      | Frank Nelson (USA) · Marc Wright (USA)                                            | William Halpenny (CAN) · Frank Murphy (USA) · Bertil Uggla (SWE)                                    |
| Skok v daljino z mesta  | Konstantinos Tsiklitiras (GRE)                                                           | Platt Adams (USA)                                                                 | Benjamin Adams (USA)                                                                                |
| Skok v višino z mesta   | Platt Adams (USA)                                                                        | Benjamin Adams (USA)                                                              | Konstantinos Tsiklitiras (GRE)                                                                      |
| Suvanje krogle          | Pat McDonald (USA)                                                                       | Ralph Rose (USA)                                                                  | Lawrence Whitney (USA)                                                                              |
| Met diska               | Armas Taipale (FIN)                                                                      | Richard Byrd (USA)                                                                | James Duncan (USA)                                                                                  |
| Met kladiva             | Matt McGrath (USA)                                                                       | Duncan Gillis (CAN)                                                               | Clarence Childs (USA)                                                                               |
| Met kopja               | Eric Lemming (SWE)                                                                       | Juho Saaristo (FIN)                                                               | Mór Kóczán (HUN)                                                                                    |
| Dvoročno suvanje krogle | Ralph Rose (USA)                                                                         | Pat McDonald (USA)                                                                | Elmer Niklander (FIN)                                                                               |
| Dvoročni met diska      | Armas Taipale (FIN)                                                                      | Elmer Niklander (FIN)                                                             | Emil Magnusson (SWE)                                                                                |
| Dvoročni met kopja      | Juho Saaristo (FIN)                                                                      | Väinö Siikaniemi (FIN)                                                            | Urho Peltonen (FIN)                                                                                 |
| Peteroboj               | Ferdinand Bie (NOR) · Jim Thorpe (USA)                                                   | James Donahue (USA)                                                               | Frank Lukeman (CAN)                                                                                 |
| Deseteroboj             | Hugo Wieslander (SWE) · Jim Thorpe (USA)                                                 | Charles Lomberg (SWE)                                                             | Gösta Holmér (SWE)                                                                                  |

## Medalje po državah
| Poz | Država              | Zlato | Srebro | Bron | Skupaj |
| 1   | ZDA                 | 16    | 14     | 12   | 42     |
| 2   | Finska              | 6     | 4      | 3    | 13     |
| 3   | Švedska             | 4     | 5      | 6    | 15     |
| 4   | Združeno kraljestvo | 2     | 1      | 5    | 8      |
| 5   | Kanada              | 1     | 2      | 2    | 5      |
| 6   | Južna Afrika        | 1     | 1      | 0    | 2      |
| 7   | Grčija              | 1     | 0      | 1    | 2      |
| 8   | Norveška            | 1     | 0      | 0    | 1      |
| 9   | Francija            | 0     | 2      | 0    | 2      |
| 9   | Nemčija             | 0     | 2      | 0    | 2      |
| 11  | Madžarska           | 0     | 0      | 1    | 1      |
| 11  | Italija             | 0     | 0      | 1    | 1      |

## Zastopane države
| - Avstralazija (5) - Avstrija (12) - Belgija (2) - Češka (11) - Kanada (18) - Čile (6) - Danska (14) - Finska (23) - Francija (32) | - Nemčija (24) - Združeno kraljestvo (65) - Grčija (5) - Madžarska (27) - Islandija (1) - Italija (14) - Japonska (2) - Luksemburg (2) - Nizozemska (1) | - Norveška (23) - Portugalska (4) - Rusija (35) - Srbija (3) - Južna Afrika (7) - Švedska (108) - Švica (1) - Turčija (2) - ZDA (109) |